# Walter Gemma

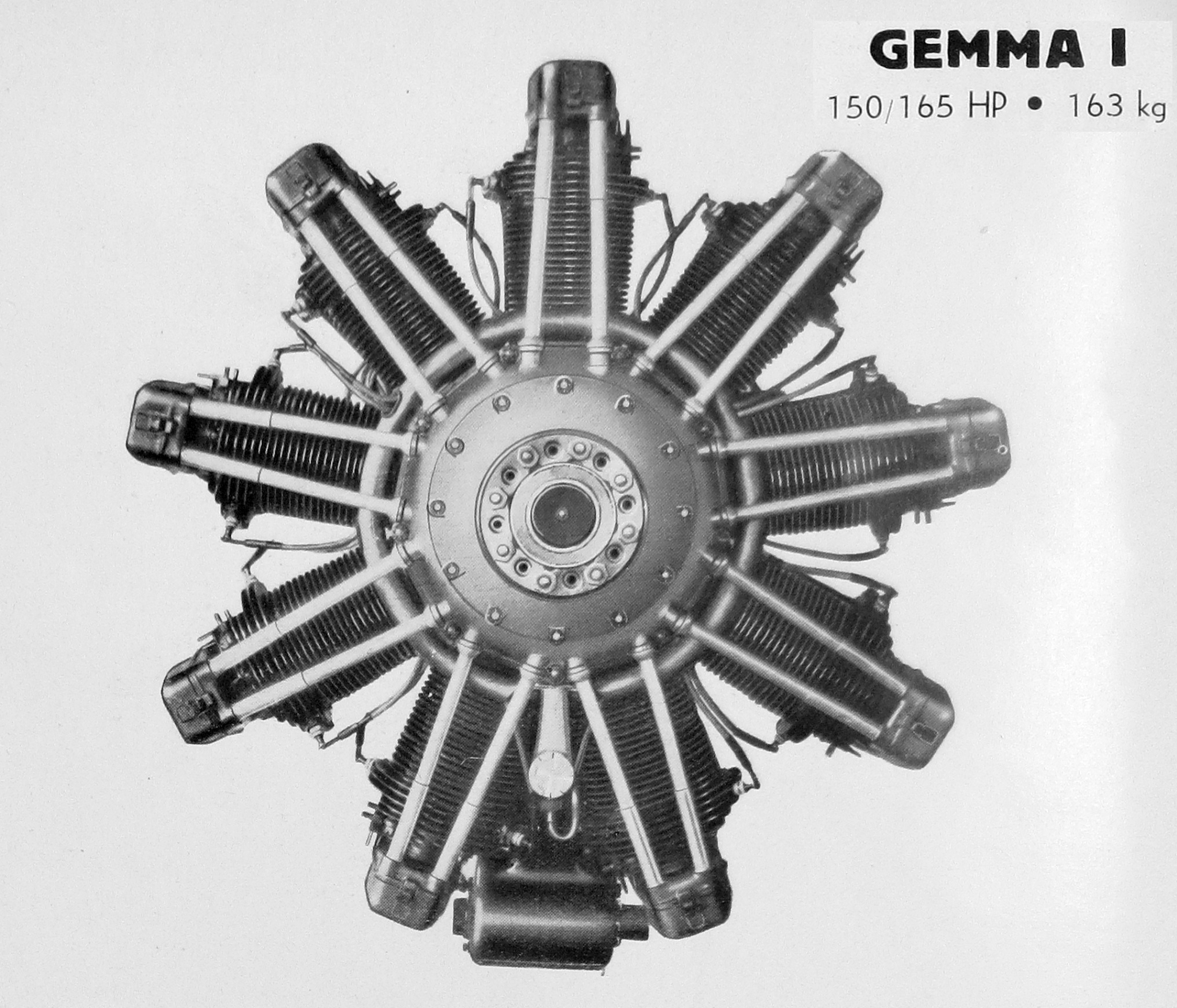
Vorderansicht des Walter Gemma I

Der Walter Gemma ist ein Flugmotor des tschechoslowakischen Herstellers Walter Motors a.s. aus dem Jahr 1932.

## Aufbau
Die Konstruktion des Walter Gemma ähnelte der des Walter Bora. Der luftgekühlte Neunzylinder-Viertakt-Sternmotor bestand aus Stahllaufbuchsen mit aufgezogenen Leichtmetall-Kühlrippen und verbolzten Zylinderköpfen aus Leichtmetall. Jeder Zylinder verfügte über zwei Ventile, die durch die Nockenscheibe über Stoßstangen und Schwinghebel gesteuert wurden. Die Kurbelwelle war geteilt und lief in zwei Roll- und einem Axialkugellager.

## Nutzung
- Hopfner HS 10
- Praga E-39

## Technische Daten

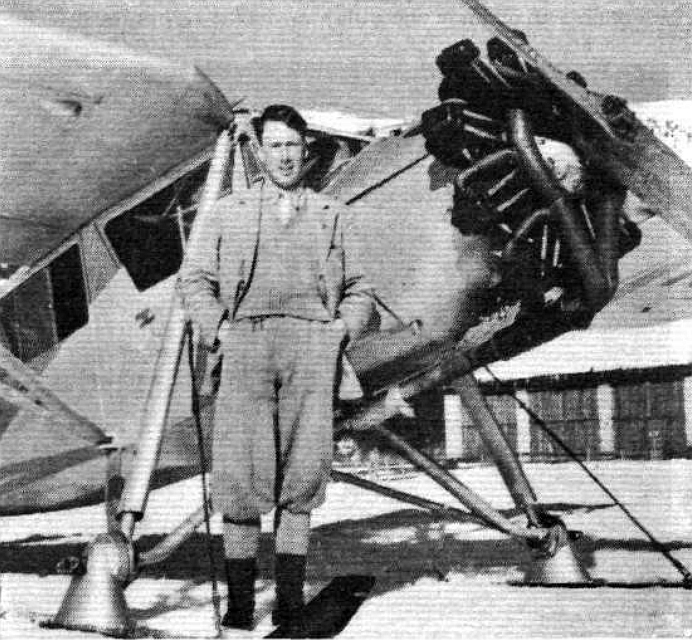
Hopfner HS 10 mit Gemma-Motor

| Kenngröße             | Daten (Walter Gemma I)                |
| --------------------- | ------------------------------------- |
| Bohrung               | 105 mm                                |
| Hub                   | 120 mm                                |
| Gesamthubraum         | 9,351 l                               |
| Verdichtung           | 5,3:1                                 |
| Lader-Übersetzung     | 1:1                                   |
| Länge                 | 0,83 m                                |
| Breite                | 1,04 m                                |
| Vollleistung          | 165 PS (121 kW) bei 1850/min am Boden |
| Nennleistung          | 150 PS (110 kW) bei 1785/min am Boden |
| Trockenmasse mit Nabe | 162 kg                                |
| Leistungsmasse        | 0,98 kg/PS                            |
| Hubraumleistung       | 17,5 PS/l                             |
| Kraftstoffverbrauch   | 37 kg/h (230 gPS/h)                   |
| Schmierstoffverbrauch | 1,5 kg/h bei 150 PS (110 kW)          |